# Kucelinka
Kucelinka – struga, dopływ Warty o długości 6,94 km, płynący przez wschodnią część Częstochowy. Jest prawą odnogą Warty, jej kanałem ulgi oddzielającym się od głównego biegu rzeki na Bugaju i powracającym do niej w północnej części Zawodzia. 
Na Kręciwilku, w pobliżu mostu kolejowego, do Kucelinki wpada potok Czerwona Woda.